# 宋氏花园住宅
宋氏花园住宅位于中華人民共和國上海市长宁区虹桥路1430号，建于1930年，建筑用地面积4250平方米，建筑面积约488平方米，曾有花园，為英国乡村别墅式，有两个造型独特的三角形木构架老虎窗，宋子文曾在此居住过。现属上海锦江集团财产。已列为上海市第四批优秀历史建筑。